# Branchipodopsis dayae
Branchipodopsis dayae är en kräftdjursart som beskrevs av Hamer och Appleton 1996. Branchipodopsis dayae ingår i släktet Branchipodopsis och familjen Branchipodidae. Inga underarter finns listade.